# アレクサンダー・フォン・フンボルト財団
アレクサンダー・フォン・フンボルト財団（Die Alexander von Humboldt-Stiftung）は、国際研究協力助成を目的としてドイツ連邦共和国（西ドイツ）が1953年に設置した公益財団。名称は、博物学者のアレクサンダー・フォン・フンボルトに由来する。有能な外国人研究者に対し、ドイツにおける長期研究滞在機会を提供し、それを通じた学術文化交流を支援している。滞独研究期間中のみならず、その後の研究交流をも助成する点が大きな特徴である。
日本からは、人文・社会科学、自然科学を問わず、毎年10-20名の奨学生が選抜され、1-2年の滞独研究を実施している。2007年以降は奨学生応募への年齢制限が撤廃された。